# My Friend Pedro
My Friend Pedro — видеоигра в жанре shoot ’em up, разработанная DeadToast Entertainment и изданная Devolver Digital. Игра была выпущена для Microsoft Windows и Nintendo Switch 20 июня 2019 года и для Xbox One 5 декабря 2019 года. На PlayStation 4 игра вышла 2 апреля 2020 года. My Friend Pedro основан на игре Adobe Flash — MFP: My Friend Pedro, которая была выпущена Adult Swim Games в 2014 году.
Free-to-play спин-офф под названием My Friend Pedro: Ripe for Revenge был выпущен на iOS и Android 5 августа 2021 года.

## Геймплей

Скриншот геймплея. Игрок в замедленном режиме стреляет в две стороны.

В My Friend Pedro игрок проходит через множество тематических уровней, убивая врагов по приказу говорящего банана по имени Педро.
Игровой процесс схож с тем, который был во флэш-игре и включает аналогичные элементы управления, механику и вооружение. Наряду с возможностью замедлять время, игрок теперь может пинать предметы или врагов, разделять выбор между целями и, вращаясь, уклоняться от пуль. В игре также присутствуют элементы паркура, такие как сальто, прыжки через стену и перекаты, которые можно использовать для увеличения количества начисляемых очков. Еще одна новая функция позволяет игрокам убивать врагов рикошетами от пуль.
Очки начисляются за все успешные убийства, при этом каждое последующие увеличивает текущий множитель очков. В конце каждого уровня игрокам присваивается ранг, основанный на их общем количестве очков, который отображается в глобальной таблице лидеров.

## Сюжет
Игра начинается с того, что безымянный главный герой в маске просыпается в мясной лавке, принадлежащей человеку по имени Митч. Летающий говорящий банан Педро сообщает, что Митч — торговец оружием, и его нужно устранить. Убив Митча и убегая с бойни, главный герой направляется в Нулевой округ, заброшенный общественный проект, в котором сейчас проживает человек по имени Денни и его армия охотников за головами. При столкновении с Денни главный герой узнаёт, что его сестра Офелия контролирует Интернет. После победы над Денни игрок пробирается через канализацию, чтобы попасть в Интернет и противостоять Офелии. Когда она побеждена, выясняется, что главный герой систематически убивает свою семью: Митч — его отец, Денни — его брат, а Офелия — его сестра. Педро говорит игроку, что главный герой сам вырубил себя на той бойне и стёр память, чтобы мог покончить с преступной жизнью своей семьи без последствий. Педро вонзается в ухо главного героя и пытается заставить его застрелиться. Финальная битва — это визуальное представление мысленной борьбы главного героя против влияния Педро. После победы над Педро, главный герой снимает свою маску и выясняется, что он был Педро, а банан был не чем иным, как плодом его воображения.

## Разработка
Разработка My Friend Pedro началась в феврале 2015 года с перерывами и была официально объявлена как активная 4 декабря 2015 года в журнале разработчиков. 21 ноября 2015 года сообщалось, что игра находится на стадии пре-альфы и планируется к выпуску на ПК с возможным выходом на компьютерах Macintosh в будущем.

## Отзывы
| Сводный рейтинг | Сводный рейтинг                                |
| Агрегатор       | Оценка                                         |
| --------------- | ---------------------------------------------- |
| GameRankings    | 78,66 %                                        |
| Metacritic      | NS: 78/100 PC: 81/100 XONE: 76/100 PS4: 71/100 |

На сайте-агрегаторе рецензий Metacritic игра получила в целом положительные отзывы. Митчелл Зальцман из IGN оценил игру в 8.5 баллов из 10, но подметил, что после завершения короткой кампании нет причин для повторного прохождения.
Вместе с разработчиками игра была номинирована на премию «Лучший дебют инди-разработчика» в рамках The Game Awards 2019.